# Équipe de Suisse de beach soccer
L'équipe de Suisse de beach soccer est une sélection qui réunit les meilleurs joueurs suisses dans cette discipline. L'équipe est entraînée par Angelo Schirinzi.

## Histoire
En 2009, la Suisse atteint la finale de la Coupe du monde pour sa première participation à la compétition.
En 2012, l'équipe suisse est invitée à participer à la coupe du Brésil mais ne passe pas la phase de poule, opposée notamment au CR Flamengo et à Vasco da Gama, le futur vainqueur.

## Palmarès
| Compétitions mondiales | Compétitions continentales |
| --- | --- |
| - Coupe du monde - Finaliste en 2009 - Troisième en 2021 - Coupe intercontinentale - 3e en 2011 - Coupe des nations - Finaliste en janvier 2013 - 3e en décembre 2013 | - Championnat d'Europe (2) - Vainqueur en 2012, 2022 (en) - Finaliste en 2011, 2020 (en) - 3e en 2013 - Coupe d'Europe (1) - Vainqueur en 2005 - Finaliste en 2008, 2009 et 2014 - Jeux européens (1) - Vainqueur en 2023 - Troisième en 2019 |

## Personnalités

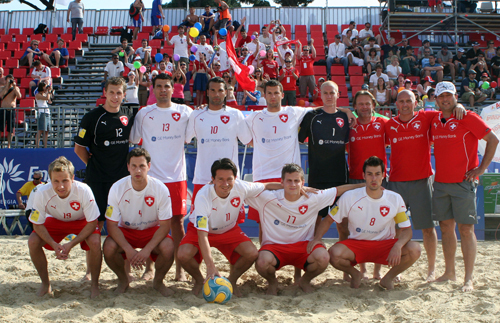
L'équipe de Suisse en 2009.

### Anciens joueurs importants
- Nico Jung